# Ksenija Puškarić
Ksenija Puškarić (Pariz, 1979.), hrvatska povjesničarka, filozofkinja i slikarica.

## Životopis
Rođena je 1979. u Parizu te se ubrzo nakon rođenja vratila s obitelji u Hrvatsku. Diplomirala je povijest i filozofiju na Filozofskom fakultetu u Rijeci te doktorirala fiozofiju na Srednjoeuropskom sveučilištu u Budimpešti na temu skepticizma. Za svoj doktorski rad dobila je i nagradu Sveučilišta.
Nakon obraćenja na katoličanstvo, počinje s radom na kršćanskoj filozofiji te odlazi na usavršavanja u Bratislavu i Sveučilište Notre Dame u Sjedinjenim Državama. Nekoliko godina radila je kao profesorica etike i filozofije na isusovačkom sveučilištu u Sainr Louisu, nakon čega je nastavila s postdoktoratom na privatnom katoličkom sveučilištu Seton Hall, gdje trenutno predaje predmete vezane uz katoličku vjeru i misao.
Piše članke za hrvatski katolički portal Bitno.net s gledišta kršćanske filozofije.
Održala je više samostalnih izložbi umjetničkih djela po Sjedinjenim Državama.